# Römerberg (Pfalz)

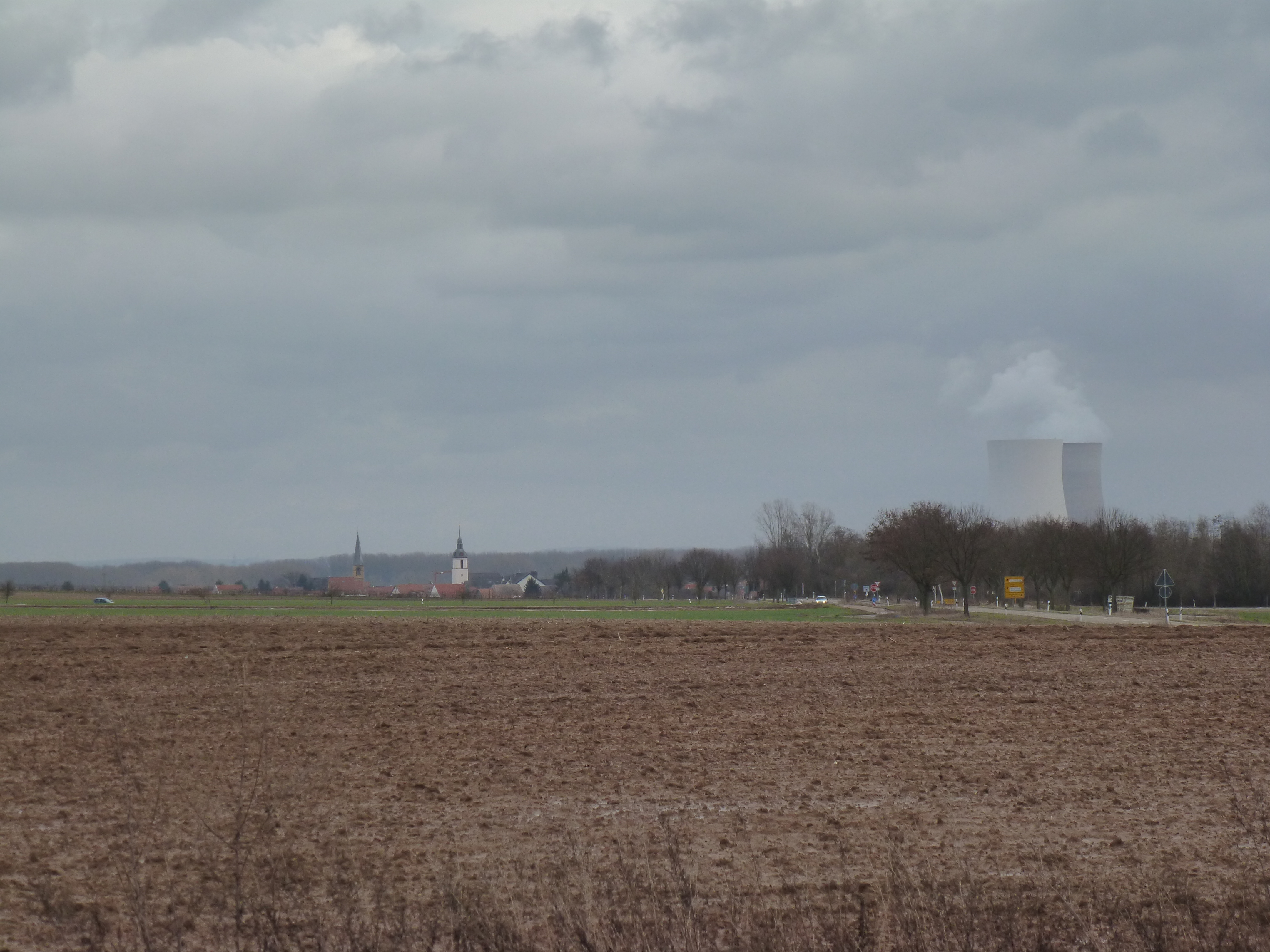
Landschaftsbild von Römerberg

Römerberg ist eine Ortsgemeinde im Rhein-Pfalz-Kreis in Rheinland-Pfalz. Sie gehört seit dem 1. Juli 2014 der Verbandsgemeinde Römerberg-Dudenhofen an; vorher war Römerberg eine verbandsfreie Gemeinde. Sie ist mit fast 10.000 Einwohnern die größte Kommune der Verbandsgemeinde Römerberg-Dudenhofen. Auch nach der Fusion mit der vormaligen Verbandsgemeinde Dudenhofen behielt Römerberg eine Außenstelle der Verwaltung.

## Geographie

### Lage
Römerberg liegt etwa fünf Kilometer südsüdwestlich von Speyer in der Rheinauenlandschaft.

### Gemeindegliederung
| Ortsteil      | Einwohner | Fläche   |
| Berghausen    | 3.561     | 601 ha   |
| Heiligenstein | 2.977     | 631 ha   |
| Mechtersheim  | 3.248     | 1.554 ha |

Stand 31. Dezember 2009

### Nachbargemeinden
Die Gemeinde grenzt im Norden an die Stadt Speyer, im Süden an die Ortsgemeinden Schwegenheim und Lingenfeld und im Westen an die Ortsgemeinden Harthausen und Dudenhofen.

### Gewässer
Der Rhein bildet die östliche Gemarkungsgrenze. In seinem Einzugsgebiet liegen der Berghäuser Altrhein und der Mechtersheimer Altrhein. In diesem Bereich wurde außerdem der Polder Mechtersheim angelegt. Im Süden der Gemeindegemarkung befinden sich zudem der Riedgraben und der Müllgraben.

### Klima
Am 26. Juni 2019 wurde in Römerberg mit 37,3 °C die höchste jemals in der Pfalz gemessene Temperatur in einem Juni festgestellt.

## Geschichte
Die Gemeinde Römerberg wurde am 7. Juni 1969 aus den Gemeinden Berghausen (seinerzeit 2365 Einwohner), Heiligenstein (2165 E.) und Mechtersheim (2216 E.) gebildet. Da die Gemeinde an der alten Römerstraße liegt, fand der Name Römerberg als neutrale Benennung die Zustimmung aller drei Ortsteile. Seit 2014 ist sie Bestandteil der neu gebildeten Verbandsgemeinde Römerberg-Dudenhofen, nachdem sie zuvor verbandsfrei gewesen war.
Älteste Gemeinde war Mechtersheim, das erstmals 1035, als der Erzbischof von Mainz dem Benediktinerkloster zu Eußertal ein Gut schenkte, erwähnt wurde. 1148 übernahmen es Zisterziensermönche. Heiligenstein wurde 1190 mit Namen „Heiligsten“ erstmals genannt, als das Domkapitel zu Speyer das Dorf als Sammelstätte für Abgaben (Zehntsteuer) nannte. Berghausen wurde 1192 als „Berchhusen“ erwähnt.

## Religion

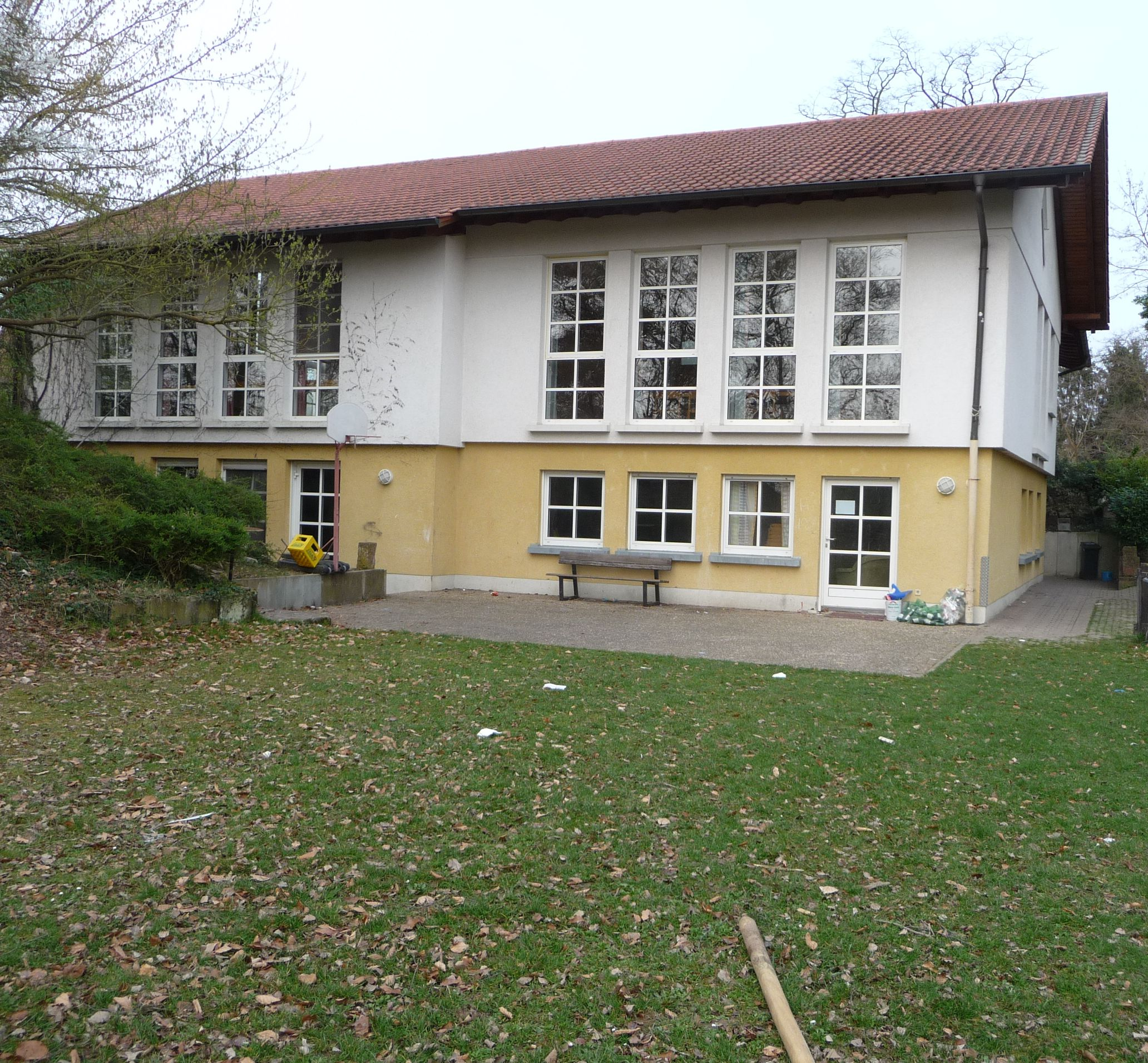
Katholisches Gemeindezentrum

### Pfarrgemeinden
- Pfarrgemeinde St. Pankratius, Berghausen
- Pfarrgemeinde St. Laurentius, Mechtersheim
- Pfarrgemeinde St. Sigismund, Heiligenstein
- Protestantisches Pfarramt Römerberg in Mechtersheim, siehe auch: Protestantische Friedenskirche (Mechtersheim)

### Konfessionsstatistik
Am Jahresende 2014 waren 47,2 % der Einwohner römisch-katholisch, 24,4 % evangelisch und 30,2 % konfessionslos oder gehörten einer anderen Glaubensgemeinschaft an. Der Anteil der Katholiken und der Protestanten an der Gesamtbevölkerung ist seitdem gesunken. Ende Januari 2025 hatten 35,6 % der Einwohner die katholische Konfession und 20,8 % die evangelische. 43,6 % gehörten entweder einer anderen Glaubensgemeinschaft an oder waren konfessionslos.

## Politik

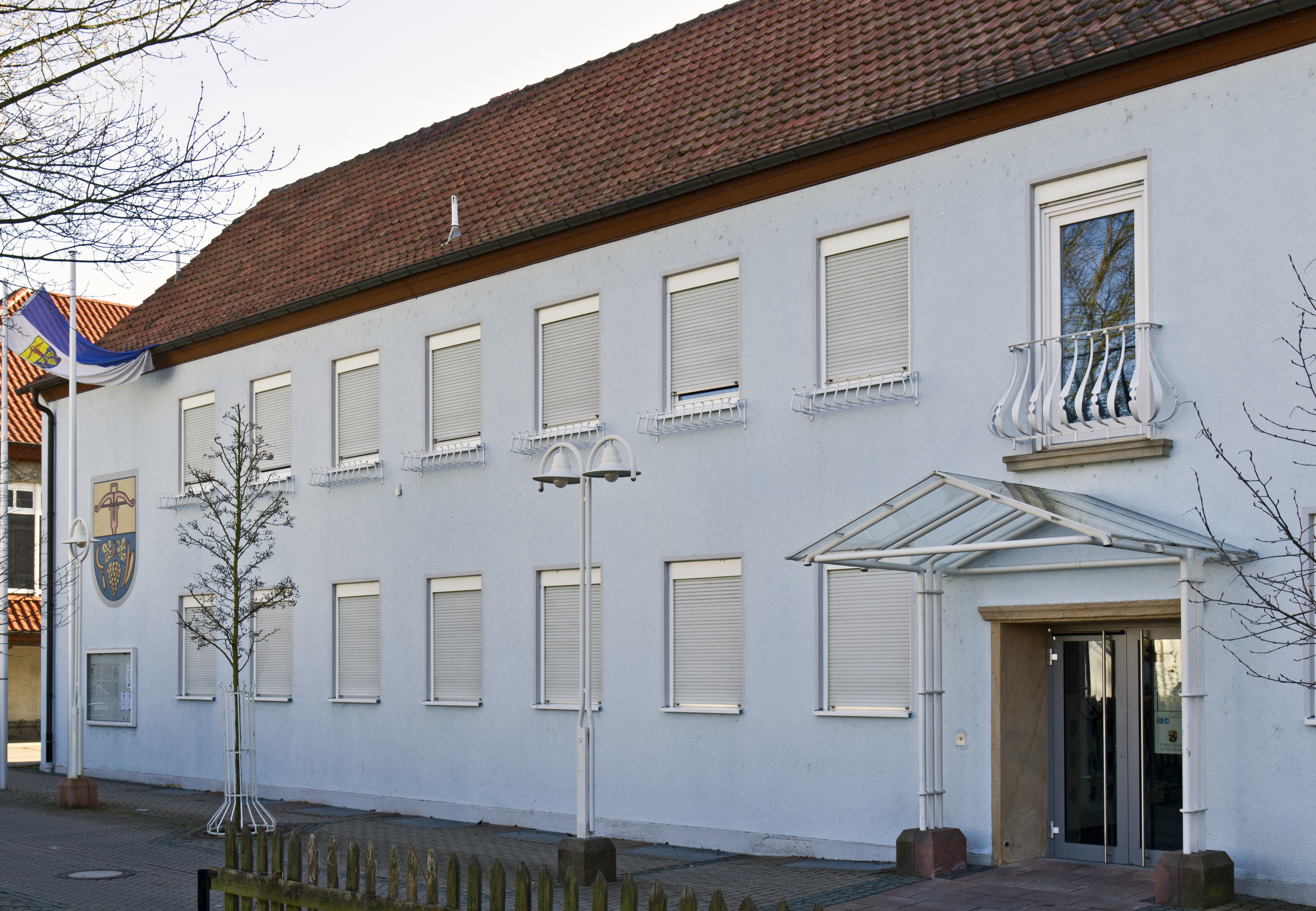
Rathaus

### Gemeinderat
Der Gemeinderat von Römerberg besteht aus 24 Ratsmitgliedern, die bei der Kommunalwahl am 9. Juni 2024 in einer personalisierten Verhältniswahl gewählt wurden, und dem ehrenamtlichen Ortsbürgermeister als Vorsitzendem.
Die Sitzverteilung im Gemeinderat:
| Wahl | SPD | CDU | Grüne | FDP | WGR | Gesamt   |
| ---- | --- | --- | ----- | --- | --- | -------- |
| 2024 | 4   | 11  | 6     | 3   | –   | 24 Sitze |
| 2019 | 3   | 10  | 8     | 3   | –   | 24 Sitze |
| 2014 | 4   | 14  | 6     | –   | –   | 24 Sitze |
| 2009 | 3   | 13  | 5     | –   | 3   | 24 Sitze |
| 2004 | 3   | 13  | 5     | –   | 3   | 24 Sitze |

### Bürgermeister
Matthias Hoffmann (Bündnis 90/Die Grünen) wurde am 25. Juni 2019 Ortsbürgermeister von Römerberg. Bei der Stichwahl am 16. Juni 2019 hatte er sich mit einem Stimmenanteil von 65,0 % durchgesetzt. Die Wahlbeteiligung betrug 50,3 %. Bei der Direktwahl am 9. Juni 2024 wurde er als einziger Bewerber mit 66,5 % für weitere fünf Jahre in seinem Amt bestätigt.
Hoffmanns Vorgänger Manfred Scharfenberger (CDU) war am 11. März 2007 mit 86,02 % gewählt worden. Am 28. September 2014 wurde er mit 64,26 % in seinem Amt bestätigt, allerdings nur noch auf ehrenamtlicher Basis, weil er hauptamtlich zum Bürgermeister der Verbandsgemeinde Römerberg-Dudenhofen gewählt wurde. Die Eingliederung der bislang verbandsfreien Gemeinde Römerberg in die neue Verbandsgemeinde machte die Neuwahl des Ortsbürgermeisters nötig.

### Wappen
| Wappen von Römerberg | Blasonierung: „Von Gold und Blau geteilt, oben wachsend eine schaftlose rote Armbrust, unten eine bestielte goldene Weintraube mit zwei goldenen Blättern, beseitet rechts von einem schräggestellten, nach innen gekehrten goldenem Rebmesser, links von einer nach außen gestürzten schräggestellten goldenen Pflugschar.“ |
| Wappen von Römerberg | Wappenbegründung: Es wurde 1971 von der Bezirksregierung Neustadt genehmigt und zeigt die drei Hauptelemente der historischen Wappen der drei Ortsteile. |

### Partnergemeinden
- Mainvilliers (Eure-et-Loir), Frankreich (seit 1974)
- Eckstedt, Thüringen (seit 1991)[16]

## Kultur und Sehenswürdigkeiten

### Kulturdenkmäler

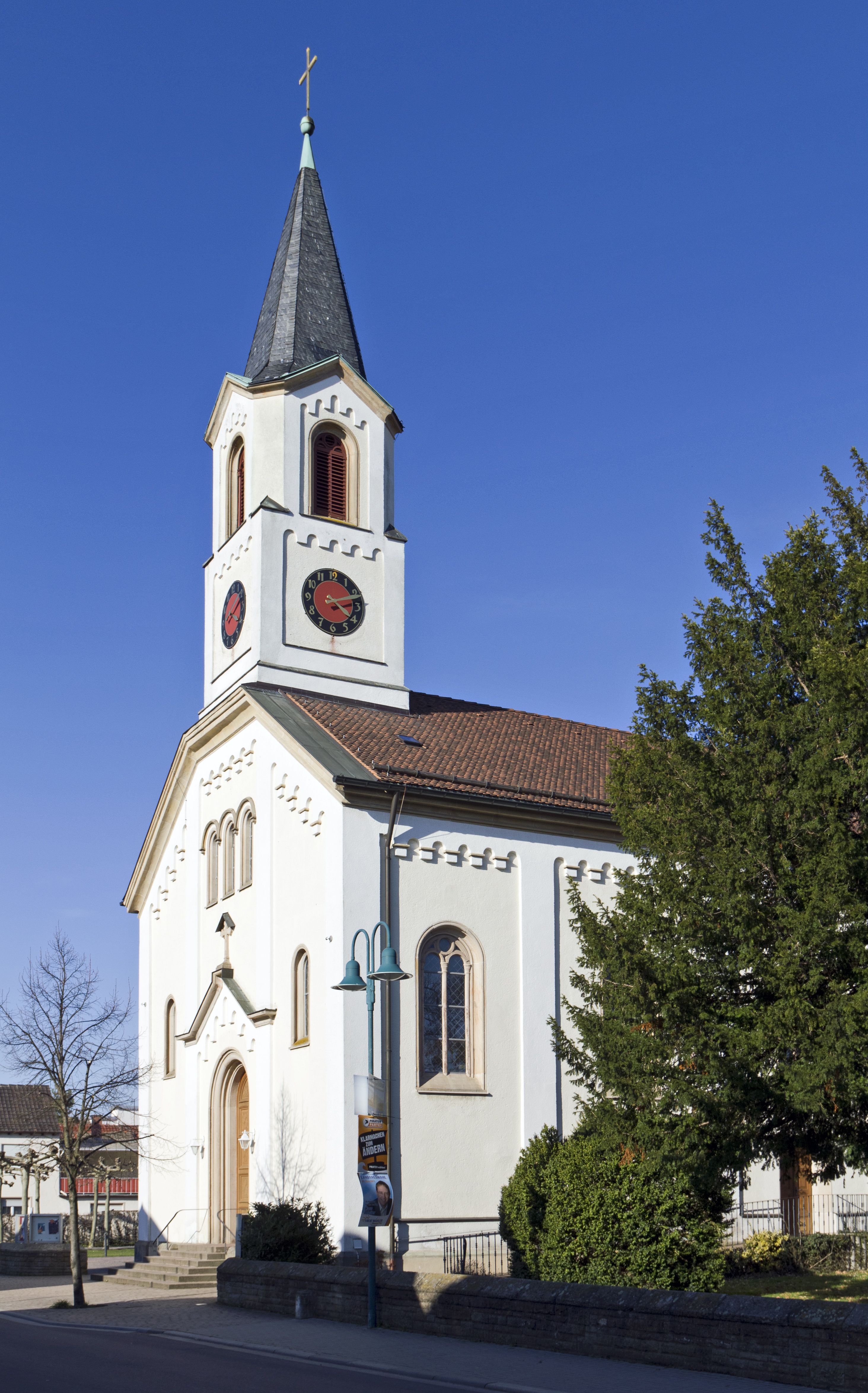
St.-Pankratius-Kirche Berghausen
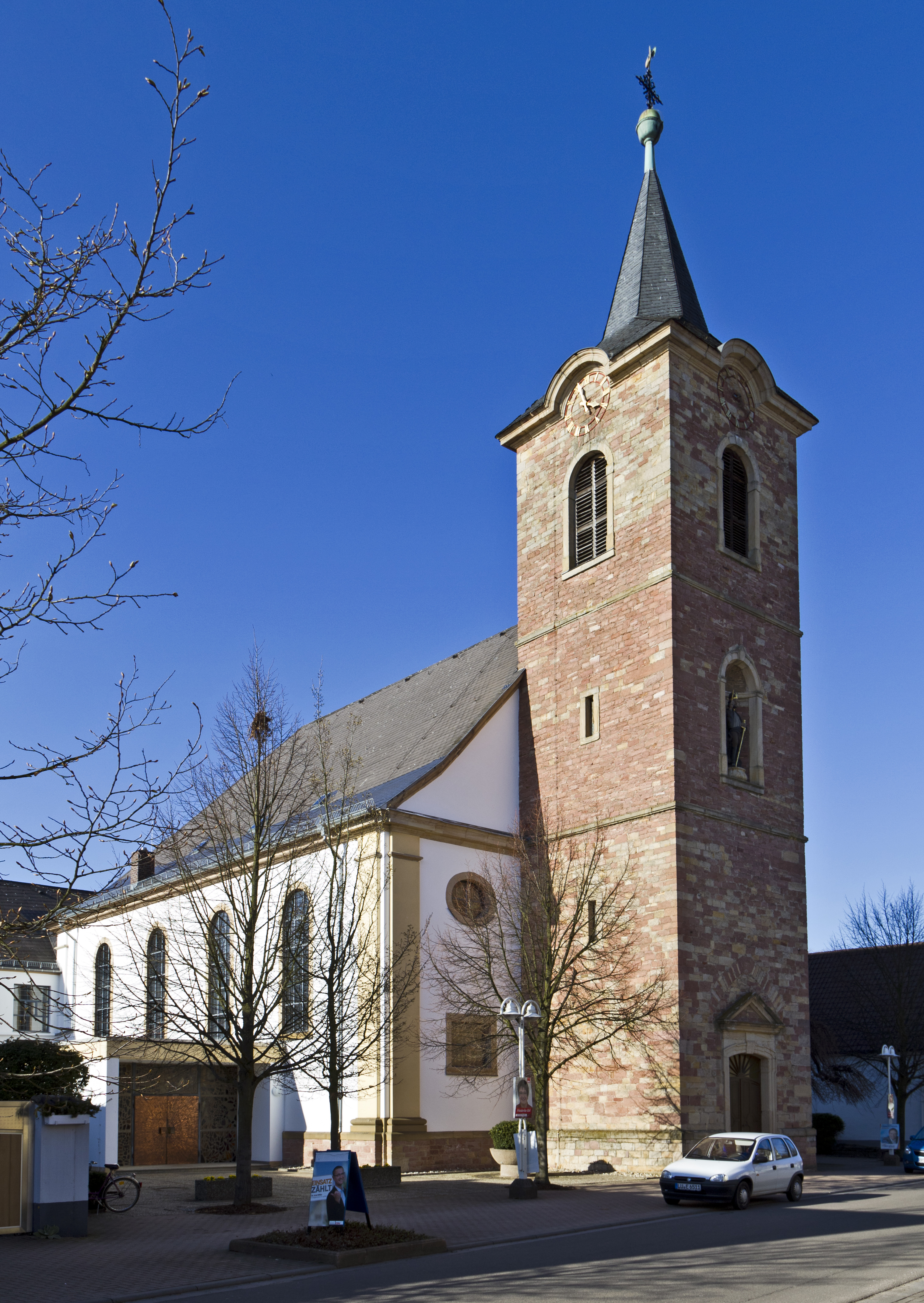
St.-Sigismund-Kirche Heiligenstein
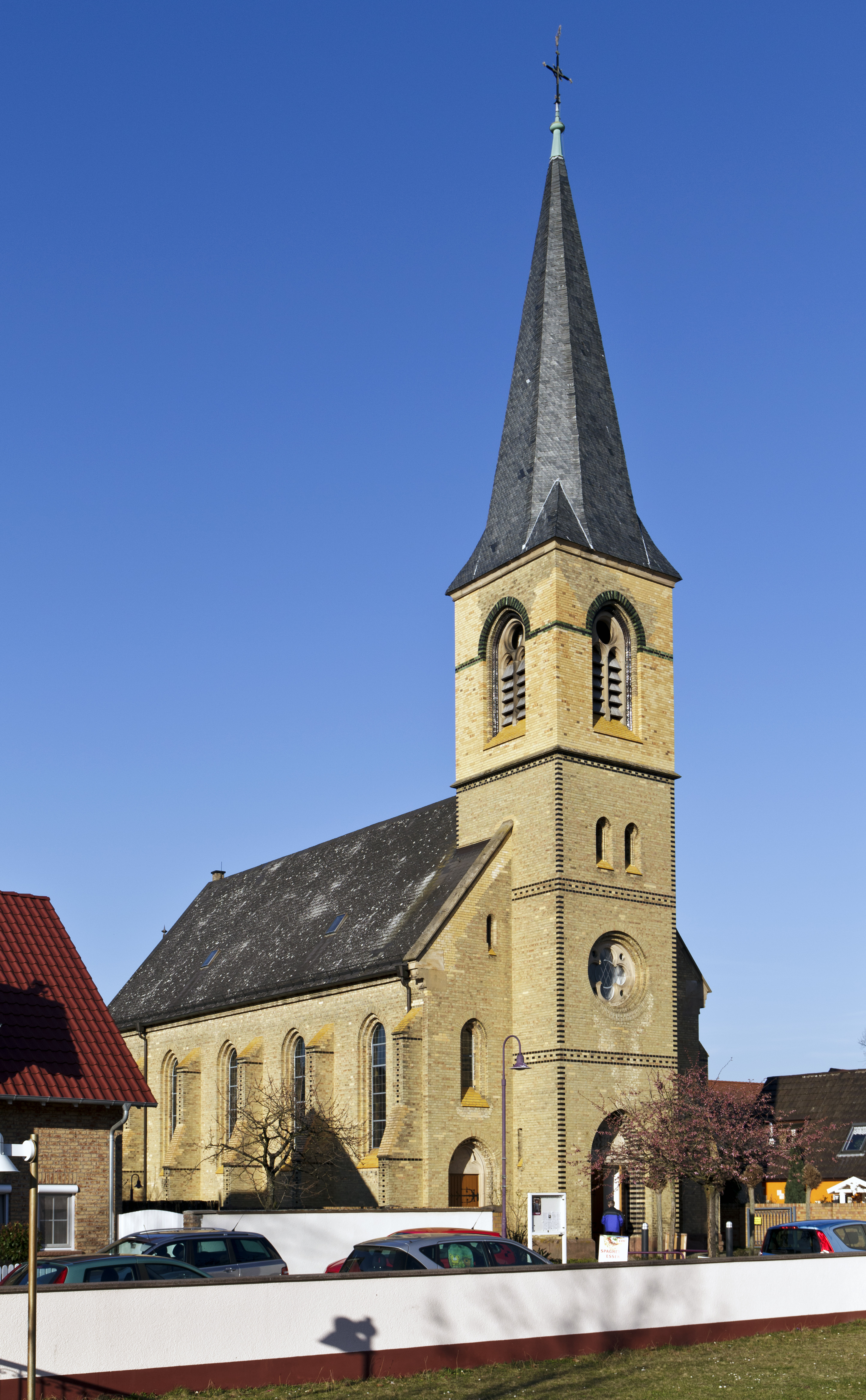
St.-Laurentius-Kirche Mechtersheim
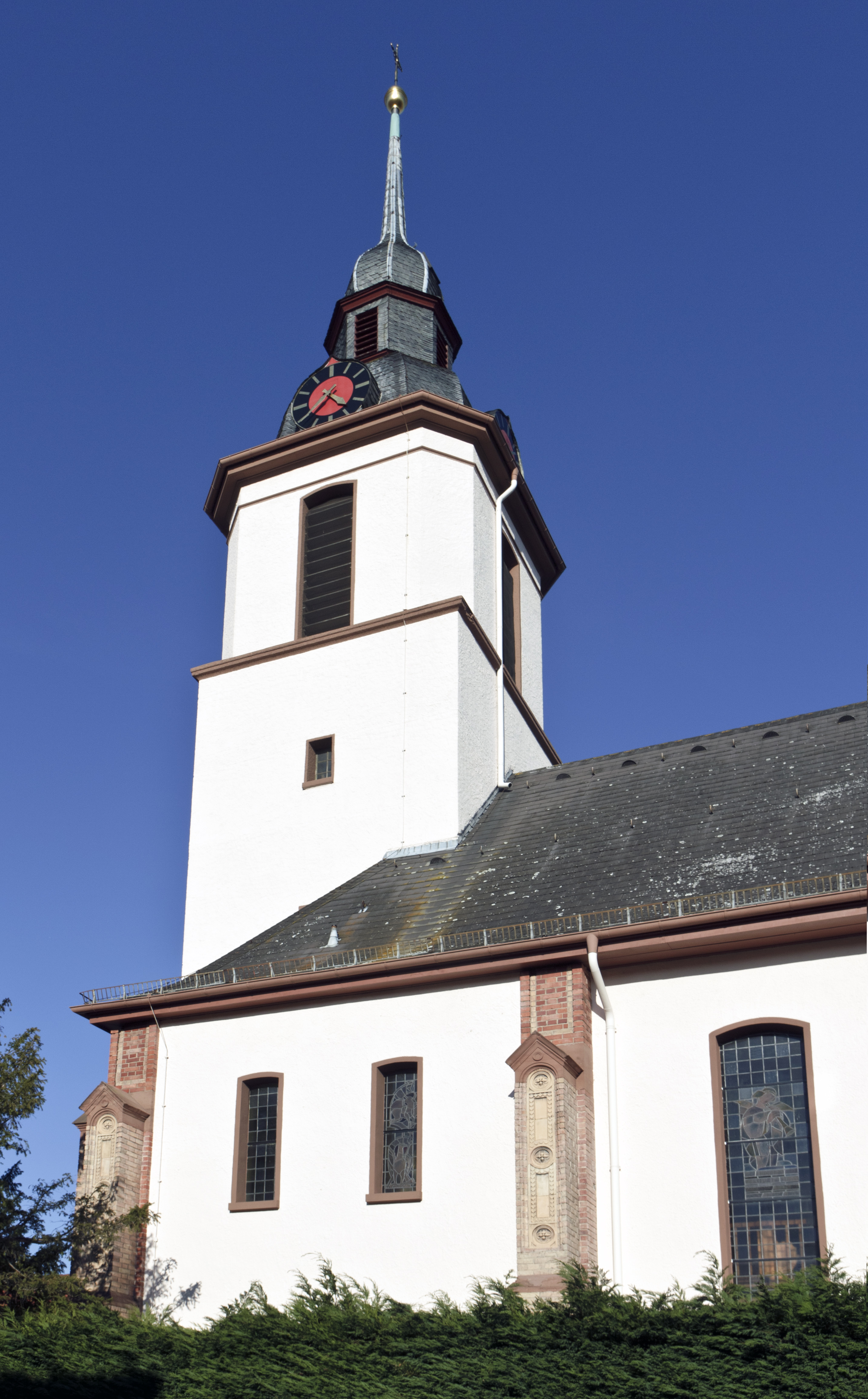
Protestantische Friedenskirche Mechtersheim
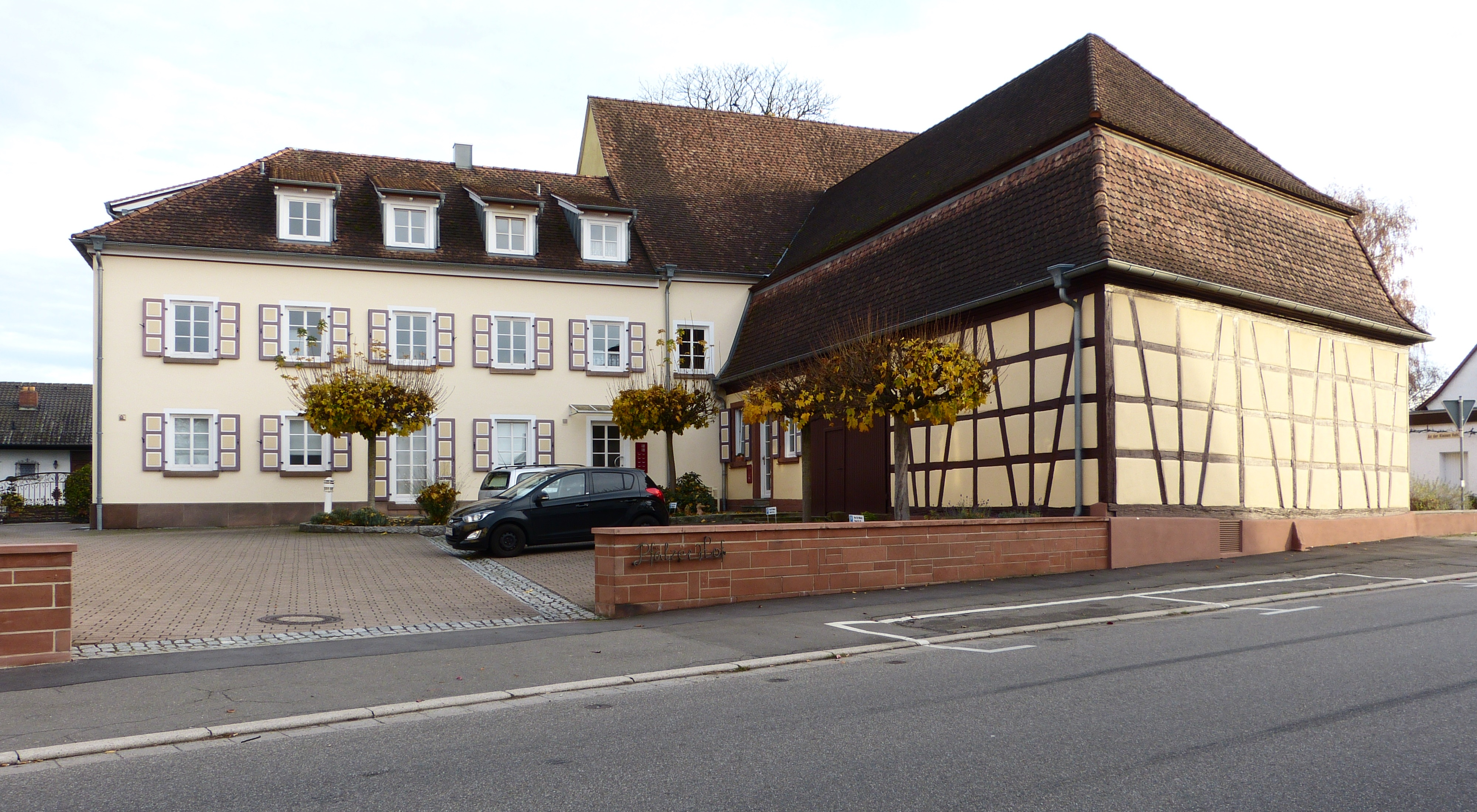
Pfälzer Hof

Vor Ort befinden sich insgesamt 30 Objekte, die unter Denkmalschutz stehen, darunter die katholischen Kirchen St. Pankratius, St. Sigismund und St. Laurentius sowie die protestantische Friedenskirche.

### Musik
Der Ortsteil Mechtersheim besitzt mit Mechtersheim am Rheine eine eigene, dreistrophige Dorfhymne.
Seit Anfang 2015 besteht in Römerberg das Römerberger Kammerorchester.

### Natur

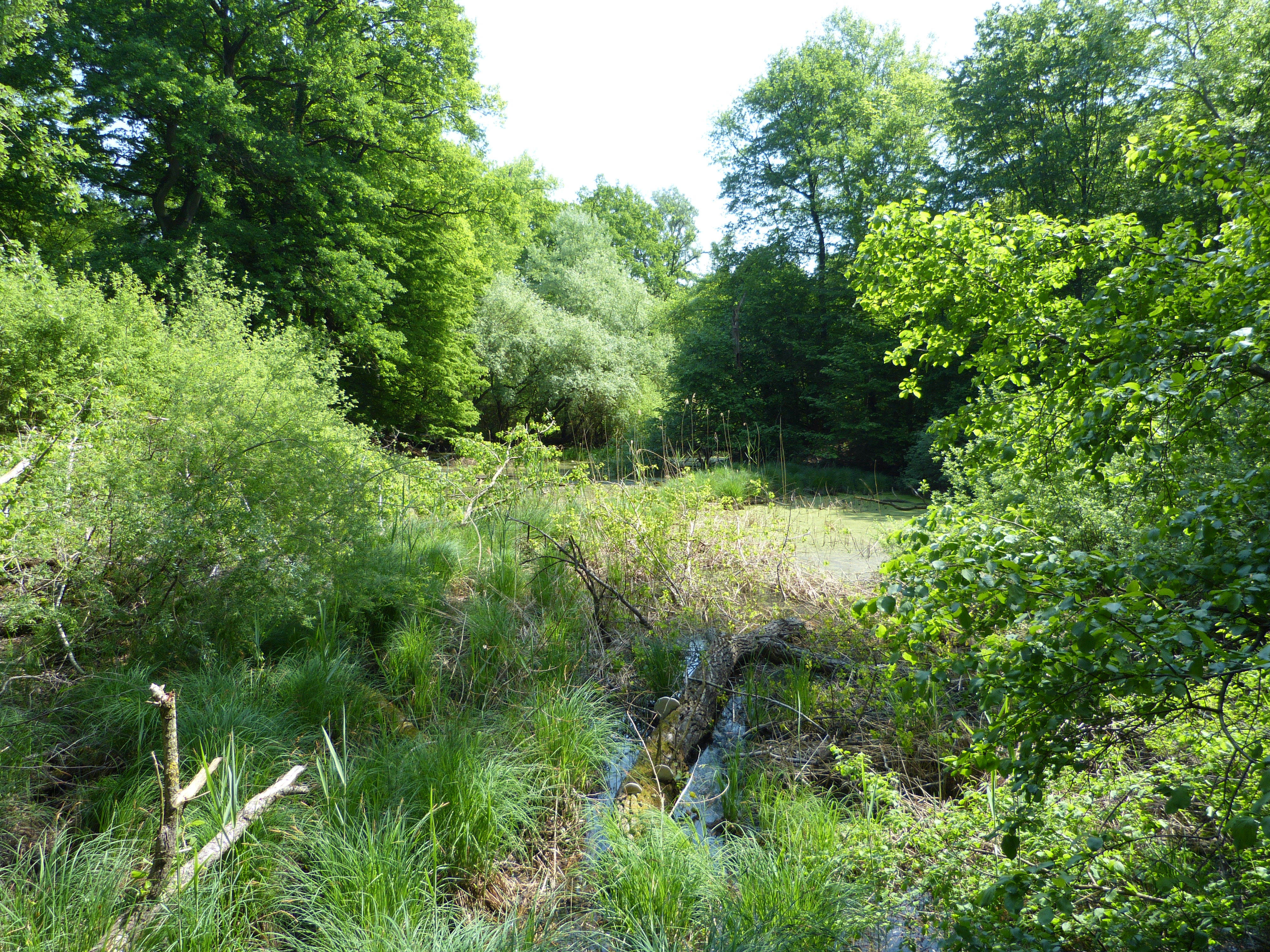
Naturdenkmal Schlute im Schwarzwald

Innerhalb des Gemeindegebiets existieren vier Naturdenkmale. Über die Gemeindegemarkung erstrecken sich die Naturschutzgebiete Mechtersheimer Tongruben, Schafwiesen und Schwarzwald sowie das EU-Vogelschutzgebiet Heiligensteiner Weiher.
Zwischen der Ortslage und dem Gewerbegebiet In den Rauhweiden befinden sich die durch Rohstoffabbau entstandenen Heiligensteiner Teiche. In einigen der Teiche bilden sich alljährlich umfangreiche Decken des seltenen Schwimmfarns Salvinia natans, u. a. unmittelbar nördlich der Straße In den Rauhweiden. Es gibt in Südwestdeutschland keine andere Stelle, wo der Schwimmfarn ähnlich leicht und ohne Störung seltener Tiere betrachtet werden kann.

### Vereine
Vor Ort existiert der TC Römerberg, dessen Herrenmannschaft 2008 eine Saison lang in der zweiten Tennis-Bundesliga spielte.

## Wirtschaft und Infrastruktur

### Verkehr

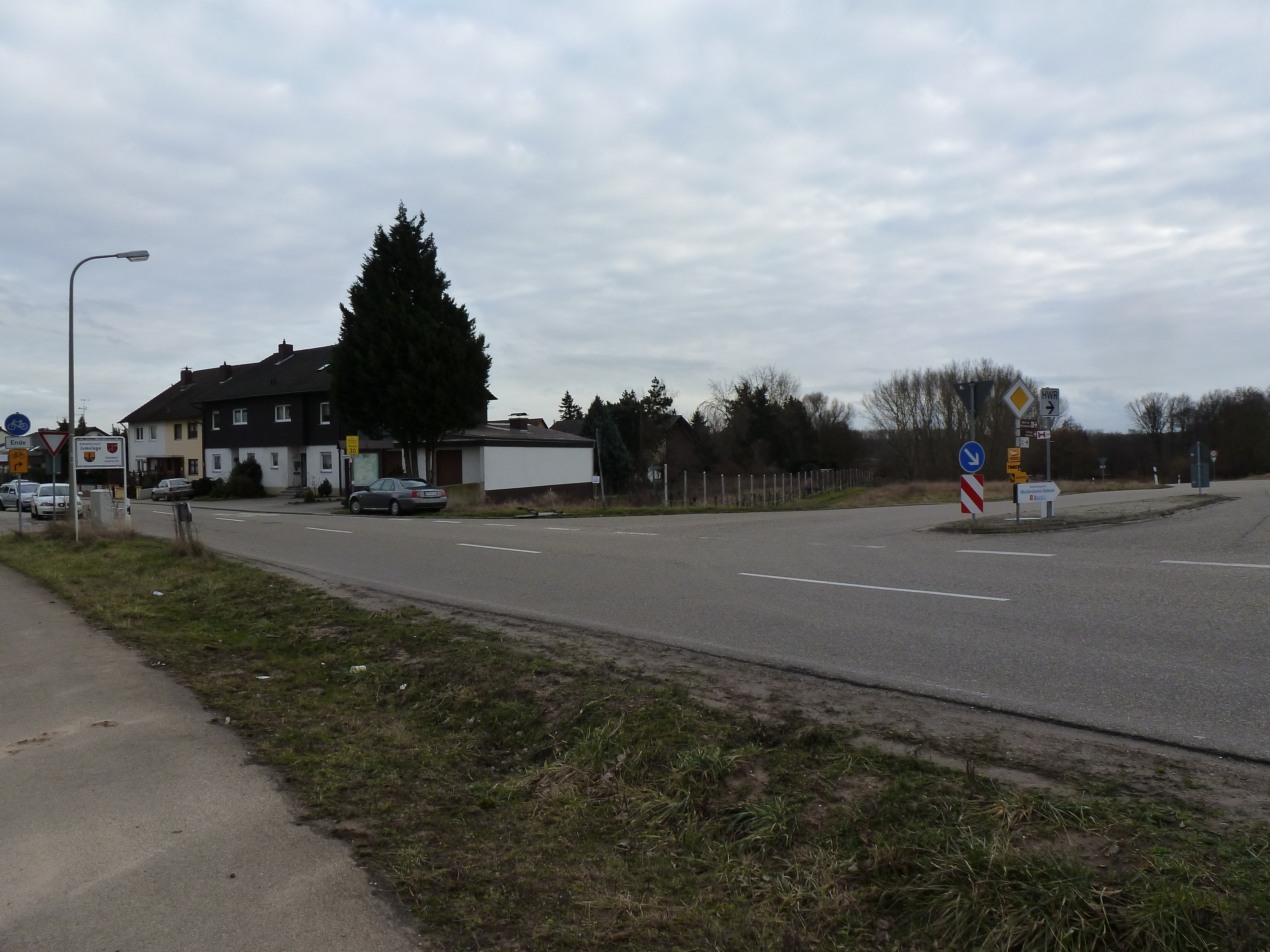
Ortseingang von Mechtersheim

Römerberg ist über die Bundesautobahn 61 und die Bundesstraße 9 an das überregionale Straßennetz angeschlossen. Per Schiene ist durch den Verkehrsverbund Rhein-Neckar eine gute Anbindung an die umliegenden Großstädte gewährleistet.
Mitten durch die Bebauung führt die Landesstraße 507
Dazu besitzen die Ortsteile Berghausen und Heiligenstein jeweils einen Haltepunkt an der Bahnstrecke Schifferstadt–Wörth, die von den Linien S3 und S4 der S-Bahn Rhein-Neckar bedient werden. Von dort aus kann man direkt nach Heidelberg, Mannheim, Germersheim oder Bruchsal fahren. In Schifferstadt hat man Anschluss nach Neustadt an der Weinstraße, Kaiserslautern und Homburg (Saar).

### Wirtschaft
Landwirtschaft und Weinbau spielen inzwischen ausschließlich eine geringe Rolle. Ein Großteil der Bevölkerung pendelt nach Speyer, Ludwigshafen am Rhein (BASF) oder Mannheim, ein Teil nach Heidelberg oder Walldorf (SAP) sowie Wörth am Rhein (Daimler AG). Bis zum Ende des Jahres 2014 sollten in Römerberg schnelle Internet-Anschlüsse mit bis zu 300 MBit/s über das Glasfasernetz verfügbar sein. Die Insolvenz der Telefunken Communications verursachte eine mehrmonatige Unterbrechung der Bauarbeiten. Diese wurden jedoch von der BBV Pfalz GmbH fortgeführt.
Die Firma BASF SE betreibt auf der zum Gemeindegebiet gehörenden Insel Flotzgrün eine betriebseigene Deponie für gefährliche Abfälle.
Die Gemeinde war einst Geschäftsgebiet der Raiffeisenbank Römerberg-Lingenfeld, die 1990 in der heutigen Vereinigten VR Bank Kur- und Rheinpfalz aufging.

### Energie
In Römerberg existieren drei Windkraftanlagen.

### Bildung
Neben sechs Kindergärten gibt es drei Grundschulen sowie eine Mediathek. Darüber hinaus existiert im Ortsteil Heiligenstein die Musikschule Music for fun.

### Behörden
Die Gemeinde gehört zum Zuständigkeitsbereich des Amtsgericht Speyer.

## Persönlichkeiten

### Söhne und Töchter der Gemeinde
- Karl Eduard Paulus (1803–1878), geboren in Berghausen, württembergischer Topograph
- Adam Durein (1893–1948), Politiker (NSDAP)
- Wilhelm Kreutz (1893–nach 1945), geboren in Berghausen, war in der Zeit des Nationalsozialismus Mitglied der Widerstandsgruppe Speyerer Kameradschaft.[23]

### Weitere Persönlichkeiten
- Joseph Eduard Konrad Bischoff (1828–1920), Priester und unter dem Pseudonym Conrad von Bolanden ein deutscher Schriftsteller, war 1859–1869 Pfarrer in Berghausen.
- Martin Greif (1839–1911), Dichter aus Speyer, schrieb u. a. das Gedicht Die Frauen von Berghausen.[24]
- Theobald Hauck (1902–1980), Bildhauer und Zeichner, schuf 1936 das Kriegerdenkmal in Berghausen
- Elisabeth Mack-Usselmann (1927–2020), Künstlerin
- Jörg Heidelberger (1942–2015), evangelischer Pfarrer und Politiker (SPD), war vor Ort von 1972 bis 1975 Pfarrer
- Arnold Wühl (* 1946), Künstler
- Frank-Joachim Grossmann (* 1958), Graphiker und Künstler
- Elke Schall-Süß (* 1973), Tischtennisspielerin und -trainerin, wuchs in Römerberg auf
- Roland Hacker, Träger des Verdienstorden des Landes Rheinland-Pfalz
- Heinz-Peter Schneider, seit 2016 Träger der Freiherr-vom-Stein-Plakette